# Edyta Jakubiec
Edyta Jakubiec (z domu Andrzejewska, ur. 3 marca 1981 w Warszawie) – polska szachistka, mistrzyni międzynarodowa od 2005 roku.

## Kariera szachowa
W 1993 r. zdobyła w Szombathely brązowy medal mistrzostw Europy juniorek do 12 lat. W kolejnych dwóch latach reprezentowała Polskę na mistrzostwach Europy juniorek do 14 lat. Była wielokrotną medalistką mistrzostw Polski juniorek: srebrną (Trzebinia 2000 – do 20 lat) i czterokrotnie  brązową (Nadole 1995 – do 14 lat, Krynica Morska 1998 i Nowa Ruda 1999 – oba w kategorii do 18 lat oraz Trzebinia 1999 – do 20 lat). Wielokrotnie wystąpiła w finałach indywidualnych mistrzostw Polski kobiet, najlepszy wynik osiągając w 2001 r. w Brzegu Dolnym, gdzie zajęła IV miejsce. W 2005 r. zdobyła w Lubniewicach brązowy medal drużynowych mistrzostw Polski, natomiast w 2012 r. we Wrocławiu – złoty medal drużynowych mistrzostw Polski kobiet. Oprócz tego, w 2005 r. zdobyła w Polanicy-Zdróju brązowy medal drużynowych mistrzostw Polski kobiet w szachach błyskawicznych (wszystkie medale w rozgrywkach drużynowych w barwach klubu JKSz-MCKiS Jaworzno).
Najwyższy ranking w karierze osiągnęła 1 kwietnia 2002 r., z wynikiem 2267 punktów zajmowała wówczas 7. miejsce wśród polskich szachistek.

## Życie prywatne
Od 2008 roku w związku małżeńskim z Arturem Jakubcem.